# Malene Bjørn
Ella Malene Bjørn Lindström, född 13 april 1914 som Ella Støttrup i Viborg, Danmark, död 18 april 2016 i Köpenhamn, var en dansk-svensk formgivare och inredningsarkitekt. Till hennes mest framstående arbeten hör den arkitektoniska gestaltningen av Kuwait Towers från 1976. Hon var först gift med den danske produktdesignern Acton Bjørn och senare från 1950 med den svenske arkitekten Sune Lindström.

## Liv och verk

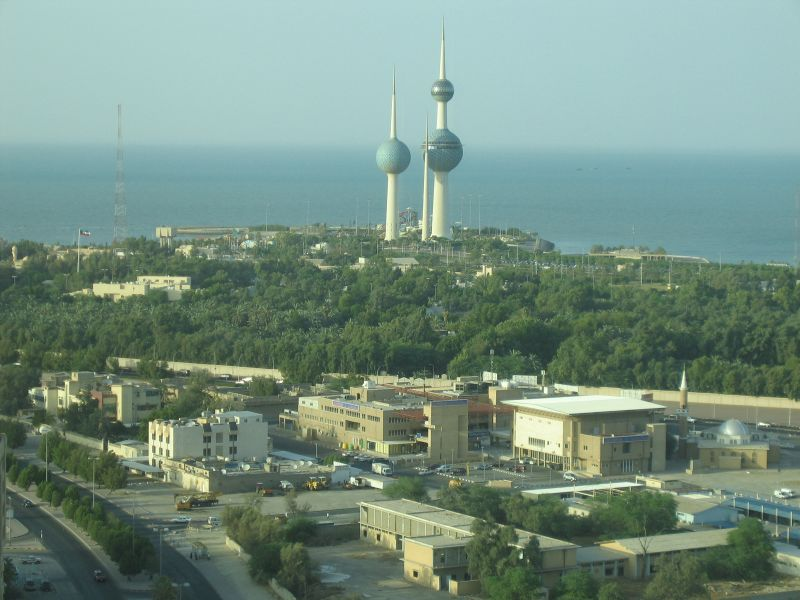
Kuwait Towers

Malene Bjørn studerade vid Tegne- og Kunstindustriskolen for Kvinder (idag Danmarks Designskole) och för arkitekt Jörgen Berg i Köpenhamn. Under andra världskriget gifte hon sig med arkitekten Acton Bjørn. Vid denna tid ritade och inredde hon bland annat privatvillor i samarbete med Acton Bjørn. De hade var sitt kontor vid Nyhavn i Köpenhamn medan de var gifta. Firman ”Bjørn & Bjørn Design AB” skapades efter kriget i Sverige av Malene Bjørn och hennes dotter som stod som aktieägare.   
Bland Malene Bjørns större arbeten märks flygplansinredningar för SAS 1945–1947, inredningar på svenska ambassaden i New Delhi 1955–1956, inredningar på Wenner-Gren Center 1960 och den arkitektoniska formgivningen av Kuwait Towers 1976. Alla dessa projektet utförde Malene Bjørn som underkonsult åt VBB och i samarbete med maken Sune Lindström, som var chefsarkitekt vid VBB.
VBB var sedan 1965 engagerat med vattenförsörjningsprojekt i Kuwait. Emiren av Kuwait önskade för den sista gruppen av vattentorn ”a more attractive design”. Alla arkitekter på VBB ritade vattentorn på löpande band, så även Malene Bjørn som var underkonsult åt VBB. Till en början hade hon egentligen inget uppdrag, men hon tecknade olika vattentorn eftersom alla pratade om torn. Det blev till slut hennes förslag som valdes av emiren.
År 1980 belönades VBB och Bjørn & Bjørn Design med The Aga Khan Award for Architecture för ”an outstanding contribution to Architecture for Muslims”. Utmärkelsen avsåg både Sune Lindströms ”svamptorn” i Kuwait och Malene Bjørns Kuwait Towers. Tornen har blivit ett välkänt landmärke och finns även avbildade på flera frimärken från Kuwait.